# Annisse Sogn
Annisse Sogn er et sogn i Frederiksværk Provsti (Helsingør Stift).
I 1800-tallet var Annisse Sogn anneks til Ramløse Sogn. Begge sogne hørte til Holbo Herred i Frederiksborg Amt. Ramløse-Annisse sognekommune blev ved kommunalreformen i 1970 indlemmet i Helsinge Kommune, der ved strukturreformen i 2007 indgik i Gribskov Kommune.
I Annisse Sogn ligger Annisse Kirke.
I sognet findes følgende autoriserede stednavne:
- Annisse (bebyggelse, ejerlav)
- Annisse Nord (bebyggelse)
- Annisse Overdrev (bebyggelse)
- Annissegård (landbrugsejendom)
- Bakkelandet (bebyggelse)
- Dalenborg (bebyggelse)
- Hedebobakker (bebyggelse)
- Huseby (bebyggelse, ejerlav)
- Lisenlund (bebyggelse)
- Palmegårde (bebyggelse)
- Ryager (bebyggelse)
- Torsmose (bebyggelse)
- Trekroner (bebyggelse)